# جيري هوارث
جيري هوارث (بالإنجليزية: Jerry Howarth)‏ هو معلق رياضي أمريكي، ولد في 12 مارس 1946 في يورك في الولايات المتحدة.